# Mars 1973

## Événements
- Canada :  le cœur du Frère André est volé.
- Suharto est réélu président de la république d’Indonésie[1].
- 1er mars : 
  - Lors d'un entretien entre Richard Nixon et Golda Meir, les États-Unis réaffirment leur aide à Israël.
  - Sortie de l'album de Pink Floyd, The Dark Side of the Moon
- 2 mars : 
  - Au Soudan, un commando palestinien exécute trois diplomates saoudiens, séquestrés depuis la veille. Il se rendra finalement le 4 mars.
  - Klaus Barbie est incarcéré à La Paz (Bolivie)
- 3 mars : 
  - au Chili, l'Unité populaire obtient 43,39 % des suffrages aux élections législatives.
  - Formule 1 : Grand Prix automobile d'Afrique du Sud.
- 4 mars : 
  - Arrivée du premier DC-10 au Bourget, peint aux nouvelles couleurs de l'UTA, bleu et blanc.
  - Élections législatives françaises de 1973 : victoire de la droite. Le PCF arrive en tête des partis de gauche.
  - L’Unidad Popular (43,9 %) est battue par l’opposition unie aux législatives au Chili. Sous la pression des différents partis de son gouvernement, Salvador Allende ne peut accepter les conditions posées par les militaires pour participer à un nouveau gouvernement. Leur participation au gouvernement pendant six mois n’a pas ramené le calme politique mais les a rapproché du pouvoir. D’avril à septembre, Allende cherche diverses issues à la crise, sous la forme d’ajustements économiques et de remaniement ministériels, en vain. L’opposition, appuyée de plus en plus ouvertement par les États-Unis, organise le blocage des institutions, aggrave la crise économique en lançant des grèves à répétition et recourt même à la violence[2].
- 8 mars : attentats de l'IRA provisoire à Whitehall et Old Bailey (Londres)
- 9 mars : 
  - Abolition du Parlement de Stormont (Irlande du Nord). Un référendum en Ulster opte à 57,4 % pour le maintien de l’Ulster dans le Royaume-Uni.
  - Ouverture à Paris de l'exposition « Équivoques », présentant des peintures françaises du XIXe siècle.
- 10 mars : l'Espagne et la république populaire de Chine nouent des relations diplomatiques.
- 11 mars : 
  - Héctor José Cámpora, candidat du front justicialiste de libération (coalition de péronistes, conservateurs, démocrates-chrétiens) arrive en tête de la présidentielle en Argentine. La junte le déclare officiellement élu le 30 mars.
  - Élections législatives françaises : La coalition de droite (formée de l'UDR, des giscardiens et des centristes) perd 97 sièges à l'Assemblée mais conserve la majorité avec 276 sièges contre 175 à l'Union de la gauche et 31 aux réformateurs.
- 13 mars : nouvelle Constitution en Syrie[3]. Le personnel politique du régime est rassemblé au sein du Front national progressiste et regroupe arabistes, communistes et indépendants, sous le contrôle du Parti Baas. Toute opposition est réprimée.
- 18 mars, (Rallye automobile) : arrivée du Rallye du Portugal.
- 19 mars : 
  - Ouverture à La Celle-Saint-Cloud de négociation entre le GRP et Saïgon[4].
  - Mise en place du système des changes flottants.
- 20 mars : 
  - République populaire de Chine : retour de Deng Xiaoping aux affaires. Mao Zedong le sollicite pour contrôler l’Armée populaire de libération.
  - En France, fin de la grève des contrôleurs aériens entamée le 22 février.
- 21 mars : en France, début d'une grève des OS aux usines Renault de Boulogne-Billancourt.
- 23 mars : Gordon Liddy, reconnu coupable de participation à l'installation de tables d'écoutes au siège du Parti démocrate, situé dans l'immeuble du Watergate à Washington, est condamné par le juge John Sirica ; il est le premier condamné dans le scandale du Watergate.
- 27 mars : 
  - Marlon Brando est récompensé pour la deuxième fois de l'oscar du meilleur acteur pour sa prestation dans Le Parrain. Il refuse cependant cet hommage « en raison du traitement réservé aux Amérindiens dans les films, à la télévision et à Wounded Knee. ».
  - 200 000 lycéens manifestent durant une semaine, afin de protester contre la décision de Michel Debré, ministre des Armées d'abroger les sursis pour le service militaire. Certains réclament même la démission du ministre.
- 28 mars : démission du gouvernement Pierre Messmer.
- 29 mars : le dernier marine américain quitte le Viêt Nam.

## Naissances
- 1er mars : 
  - Ryan Peake, guitariste.
  - Jack Davenport, acteur américain d'origine britannique.
- 4 mars :
  - Berta Cáceres, militante écologiste hondurienne († 3 mars 2016).
  - Xavier Fabre, architecte français.
- 6 mars : Amina Abdellatif, judokate française.
- 9 mars : 
  - Matteo Salvini, homme politique italien.
  - Rona Hartner, actrice, chanteuse, compositrice franco-roumaine († 23 novembre 2023).
- 10 mars : Eva Herzigová, mannequin et actrice d'origine tchèque.
- 19 mars : Meritxell Batet, femme politique espagnole.
- 20 mars : Harry Roselmack, journaliste et animateur de télévision français.
- 24 mars : Jim Parsons, acteur américain
- 25 mars : La duchesse de Fitz-James descendante du roi d'Angleterre Jacques II.
- 26 mars : Larry Page, informaticien américain (cocréateur de Google).
- 31 mars : Ian Goldberg, homme d'affaires.

## Décès
- 2 mars : John Percy Page (en), lieutenant-gouverneur de l'Alberta.
- 6 mars : Pearl Buck romancière américaine (° 26 juin 1892).
- 11 mars : Tim Buck, militant communiste.
- 20 mars : Théo Herckenrath, coureur cycliste belge (° 22 juillet 1912).
- 31 mars : Jean Tissier, acteur français (° 1er avril 1896).